# Wyścigowe Samochodowe Mistrzostwa Polski 1973
Sezon 1973 był siedemnastym sezonem Wyścigowych Samochodowych Mistrzostw Polski.
Sezon liczył pięć eliminacji, rozgrywanych w Toruniu (3 razy), Schleizu i Szczecinie. Punkty przyznawano według klucza 50–46–43–41–40–39–38–37–36–35 etc..

## Kategorie
Samochody były podzielone na następujące kategorie:
- Kategoria A
  - Grupa I – seryjne samochody turystyczne, których produkcja w ciągu 12 miesięcy przekraczała pięć tysięcy egzemplarzy. Modyfikowanie tych samochodów pod kątem poprawy osiągów było niemal całkowicie zabronione. Ponadto w przypadku, jeżeli pojemność silnika przekraczała 700 cm³, to samochód musiał być przynajmniej czteromiejscowy;
  - Grupa II – specjalne samochody turystyczne, których produkcja w ciągu 12 miesięcy przekraczała tysiąc egzemplarzy. Dozwolony był duży zakres przeróbek pod kątem poprawy osiągów. Ponadto w przypadku, jeżeli pojemność silnika przekraczała 700 cm³, to samochód musiał być przynajmniej czteromiejscowy;
  - Grupa III – seryjne samochody GT, których produkcja w ciągu 12 miesięcy przekraczała tysiąc egzemplarzy. Modyfikowanie tych samochodów pod kątem poprawy osiągów było niemal całkowicie zabronione. Samochód musiał być przynajmniej dwumiejscowy;
  - Grupa IV – specjalne samochody GT, których produkcja w ciągu 12 miesięcy przekraczała pięćset egzemplarzy. Dozwolony był duży zakres przeróbek pod kątem poprawy osiągów;
- Kategoria B
  - Grupa V – prototypy sportowe oraz samochodowy sportowe grup II i IV z modyfikacjami przekraczającymi granice określone przepisami tych grup;
- Kategoria C
  - Grupa VII – dwumiejscowe samochody wyścigowe;
  - Grupa VIII – samochody wyścigowe formuły międzynarodowych (1, 2, 3);
  - Grupa IX – samochody wyścigowe formuły wolnej oraz Formuły Easter.

Samochody były dodatkowo podzielone na następujące klasy:
- Klasa 11 – gr. I, poj. do 850 cm³;
- Klasa 12 – gr. I, poj. do 1300 cm³;
- Klasa 13 – gr. I, poj. do 1600 cm³;
- Klasa 14 – gr. I, poj. pow. 1600 cm³;
- Klasa 21 – gr. II, poj. do 850 cm³;
- Klasa 22 – gr. II, poj. do 1300 cm³;
- Klasa 23 – gr. II, poj. do 1600 cm³;
- Klasa 35 – gr. II, III, IV i V bez ograniczenia pojemności;
- Klasa C-IX – Formuła Easter.

Ponadto rozgrywano wszechklasy, czyli handicapowe wyścigi samochodów klas 11–35. Rozgrywano także zawodu o Puchar „Motoru”, w którym klasyfikowani byli zawodnicy startujący samochodami turystycznymi polskiej produkcji w wyścigach wszechklas.

## Zwycięzcy
| Data               | Tor      | Klasa       | Zwycięzca (kierowcy)  | Samochód            | Zwycięzca (zespoły)         |
| ------------------ | -------- | ----------- | --------------------- | ------------------- | --------------------------- |
| 22 kwietnia        | Toruń    | wszechklasy | Adam Smorawiński      | Porsche Carrera RS  | KM Winogrady - Poznań       |
| 22 kwietnia        | Toruń    | C-IX        | Konrad Zagórski       | Promot-Polski Fiat  | Automobilklub Śląski        |
| 1 lipca            | Toruń    | wszechklasy | Lelio Lattari         | Alfa Romeo 2000 GTV | Automobilklub Warszawski    |
| 1 lipca            | Toruń    | C-IX        | Aleksander Oczkowski  | Promot-Polski Fiat  | Automobilklub Śląski        |
| 11–12 sierpnia     | Schleiz  | wszechklasy | Adam Smorawiński      | Porsche Carrera RS  | KM Winogrady - Poznań       |
| 11–12 sierpnia     | Schleiz  | C-IX        | Aleksander Oczkowski  | Promot-Polski Fiat  | Automobilklub Śląski        |
| 1–2 września       | Toruń    | wszechklasy | Andrzej Wojciechowski | Polski Fiat 125p    | Automobilklub Dolnośląski   |
| 1–2 września       | Toruń    | C-IX        | Józef Kiełbania       | Promot-Polski Fiat  | Automobilklub Świętokrzyski |
| 12–13 października | Szczecin | wszechklasy | Adam Smorawiński      | Porsche Carrera RS  | KM Winogrady - Poznań       |
| 12–13 października | Szczecin | C-IX        | Stefan Jagielski      | Promot-Polski Fiat  | Automobilklub Warszawski    |

## Mistrzowie

### Wszechklasy
| Poz. | Kierowca         | Samochód            | Zespół                    | Pkt. |
| ---- | ---------------- | ------------------- | ------------------------- | ---- |
| 1    | Adam Smorawiński | Porsche Carrera RS  | KM Winogrady - Poznań     | 150  |
| 2    | Janusz Dąbrowski | Fiat 128 Sport SL   | Automobilklub Dolnośląski | 138  |
| 3    | Lelio Lattari    | Alfa Romeo 2000 GTV | Automobilklub Warszawski  | 134  |

### Puchar „Motoru”
| Poz. | Kierowca              | Samochód              | Zespół                   | Pkt. |
| ---- | --------------------- | --------------------- | ------------------------ | ---- |
| 1    | Janusz Kiljańczyk     | Polski Fiat 125p 1500 | Automobilklub Warszawski |      |
| 2    | Władysław Domański    | Polski Fiat 125p 1500 | Automobilklub Warszawski | 152  |
| 3    | Włodzimierz Markowski | Polski Fiat 125p 1500 | AMK Stomil Olsztyn       | 129  |

### Klasa C-IX
| Poz. | Kierowca             | Samochód           | Zespół                      |
| ---- | -------------------- | ------------------ | --------------------------- |
| 1    | Aleksander Oczkowski | Promot-Polski Fiat | Automobilklub Śląski        |
| 2    | Józef Kiełbania      | Promot-Polski Fiat | Automobilklub Świętokrzyski |
| 3    | Stefan Jagielski     | Promot-Polski Fiat | Automobilklub Warszawski    |